# Achterkamer

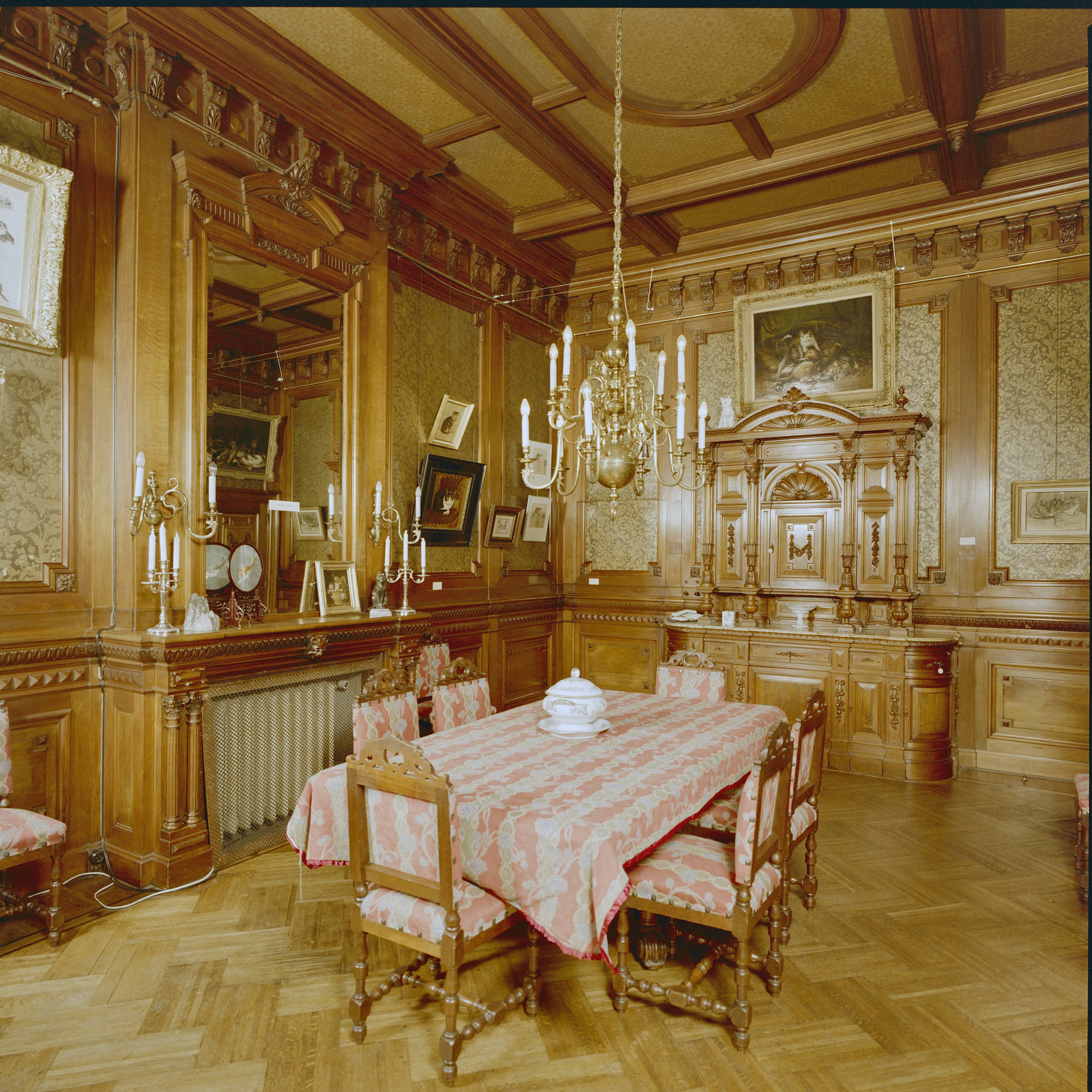
Een achterkamer aan de Herengracht in Amsterdam

De achterkamer is bij kamers en suite de kamer aan de achterkant van het huis.
Vroeger was het meestal de eigenlijke woonkamer, waar in de winter steeds de kachel aangehouden werd, terwijl de voorkamer als mooie kamer werd gezien, de kamer waar men zondags meestal zat en visite ontving.
Het is dus de kamer die vanaf de straat niet zichtbaar is. Overdrachtelijk gezien zijn de dingen die hier gebeuren of worden besproken niet-openbaar. Sterker nog: ze zijn geheim. Vandaar dat de term achterkamertjespolitiek wordt gebruikt voor politieke beslissingen die in het geniep zijn genomen, dus zonder bespreking in een openbaar bestuursorgaan.

## Afbeeldingen

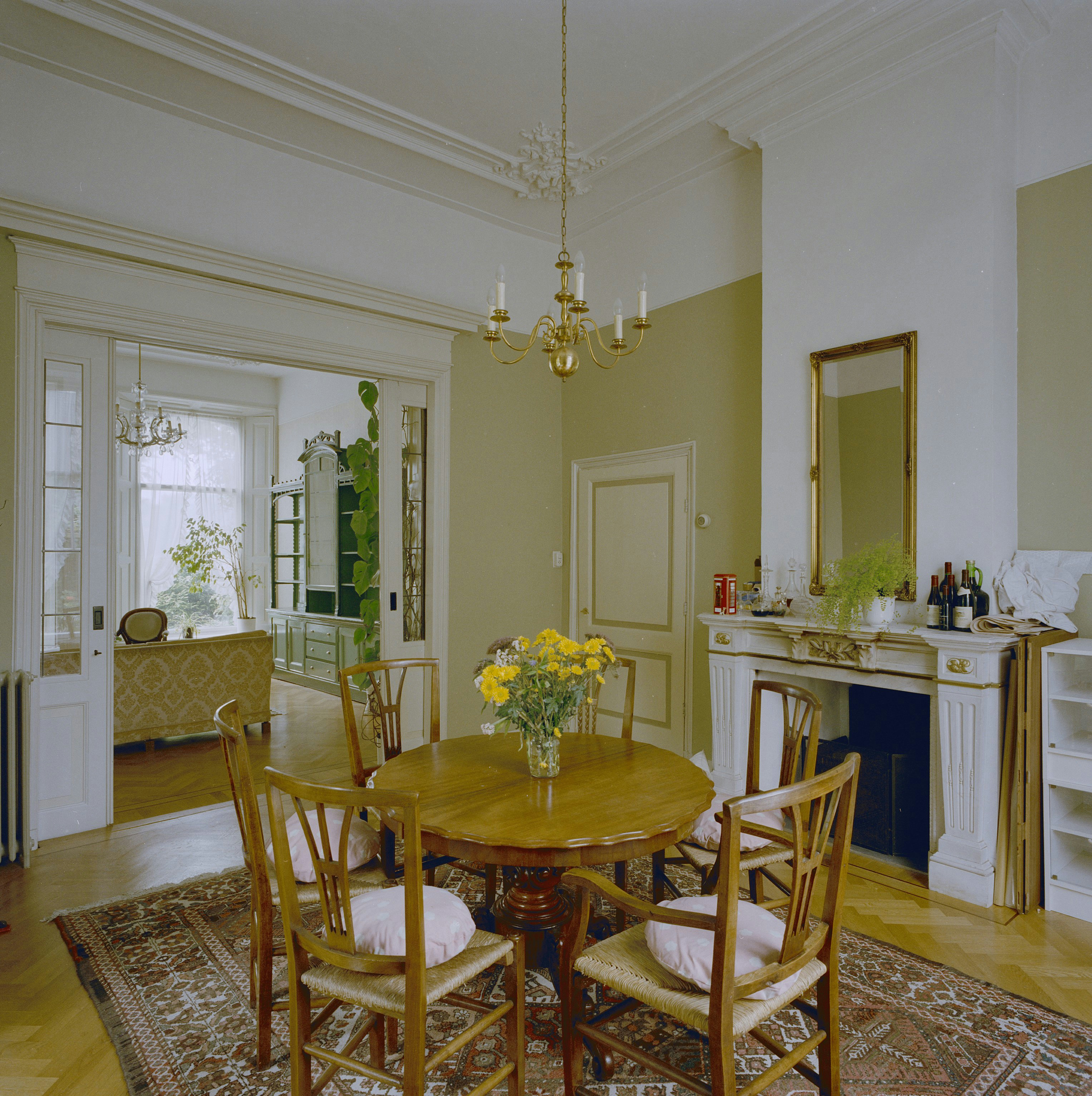
Een achterkamer in een herenhuis in Deventer
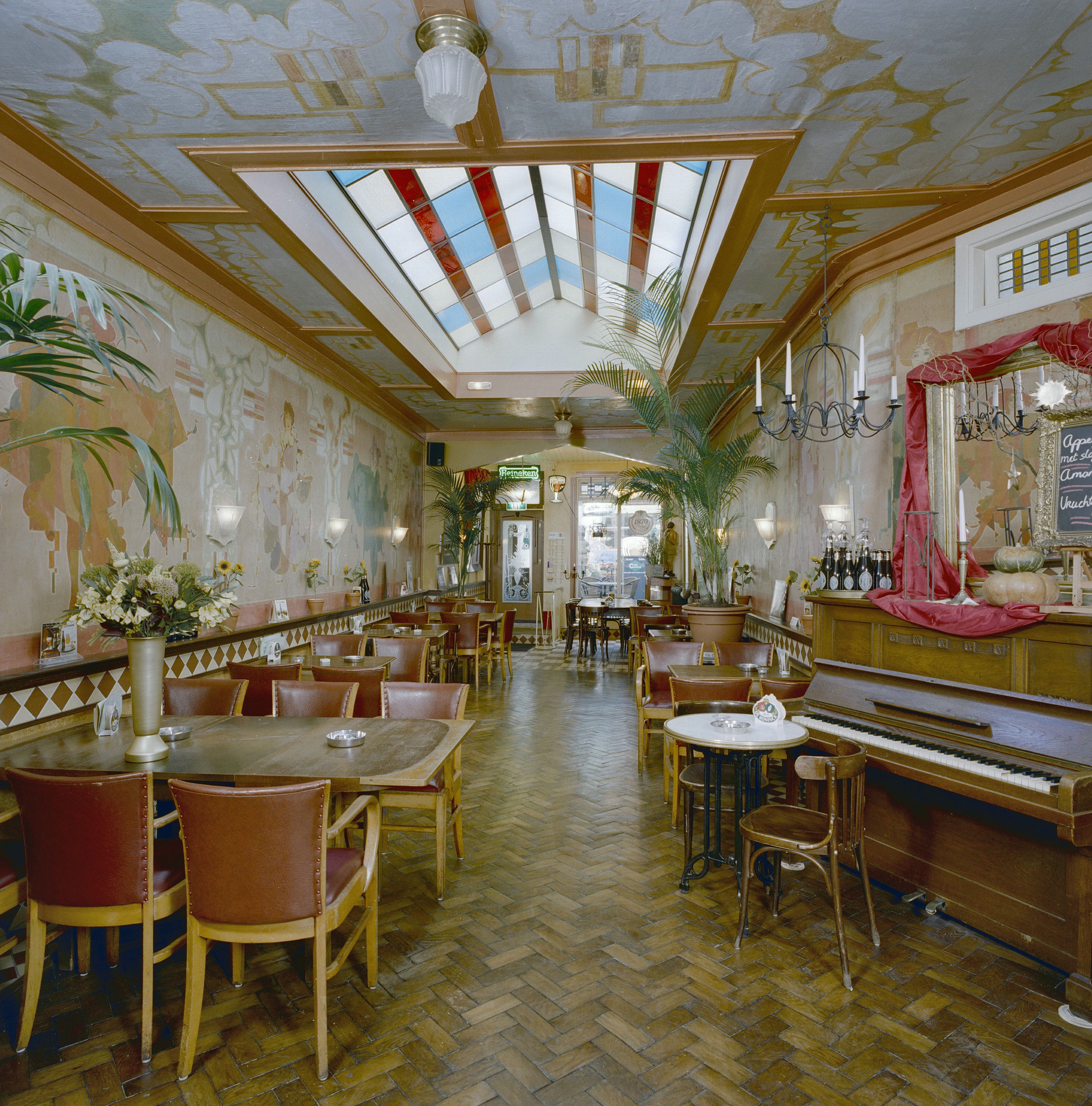
Achterkamer van een stadscafé in Gouda
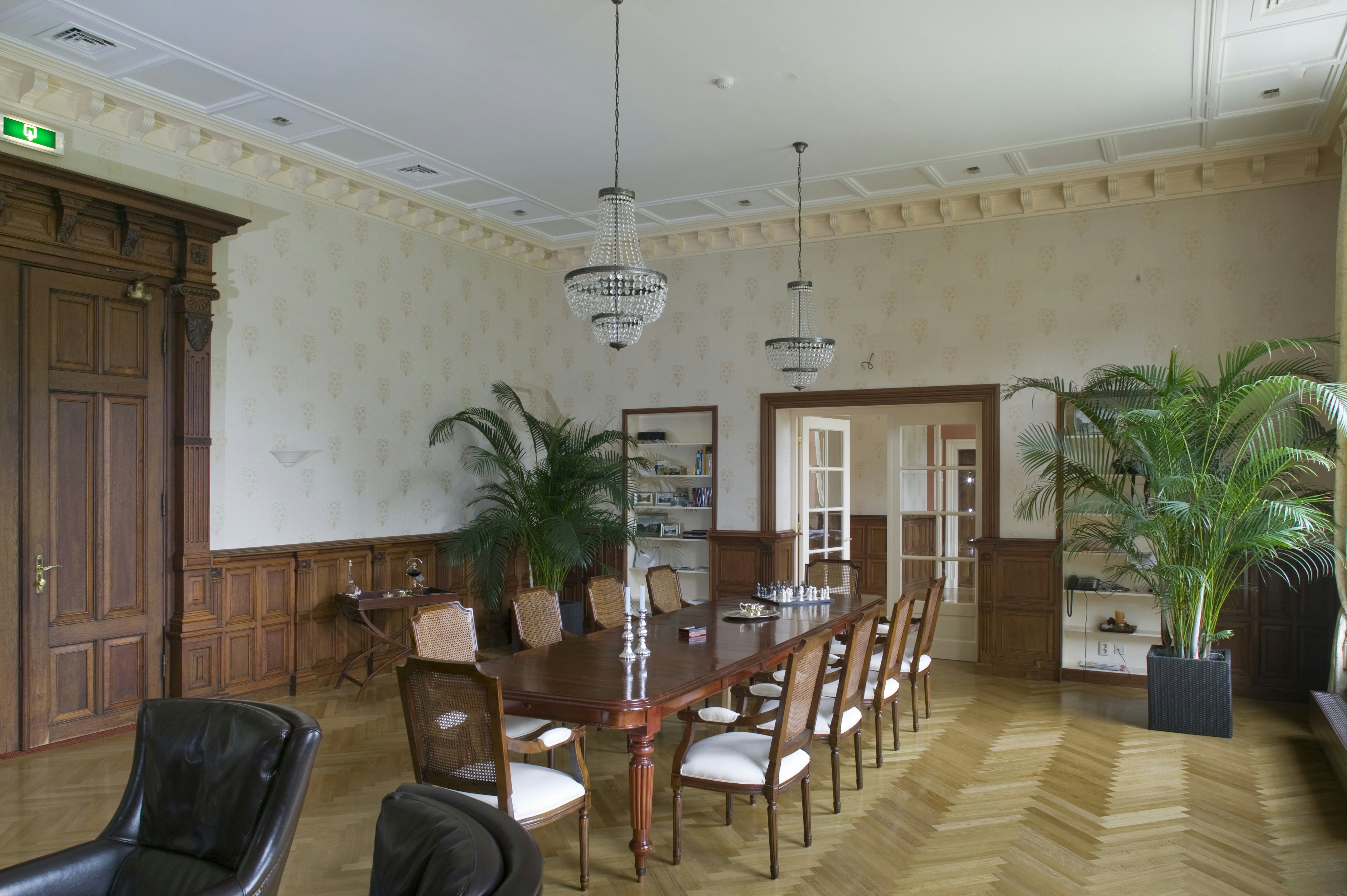
Achterkamer van een landhuis in Lochem
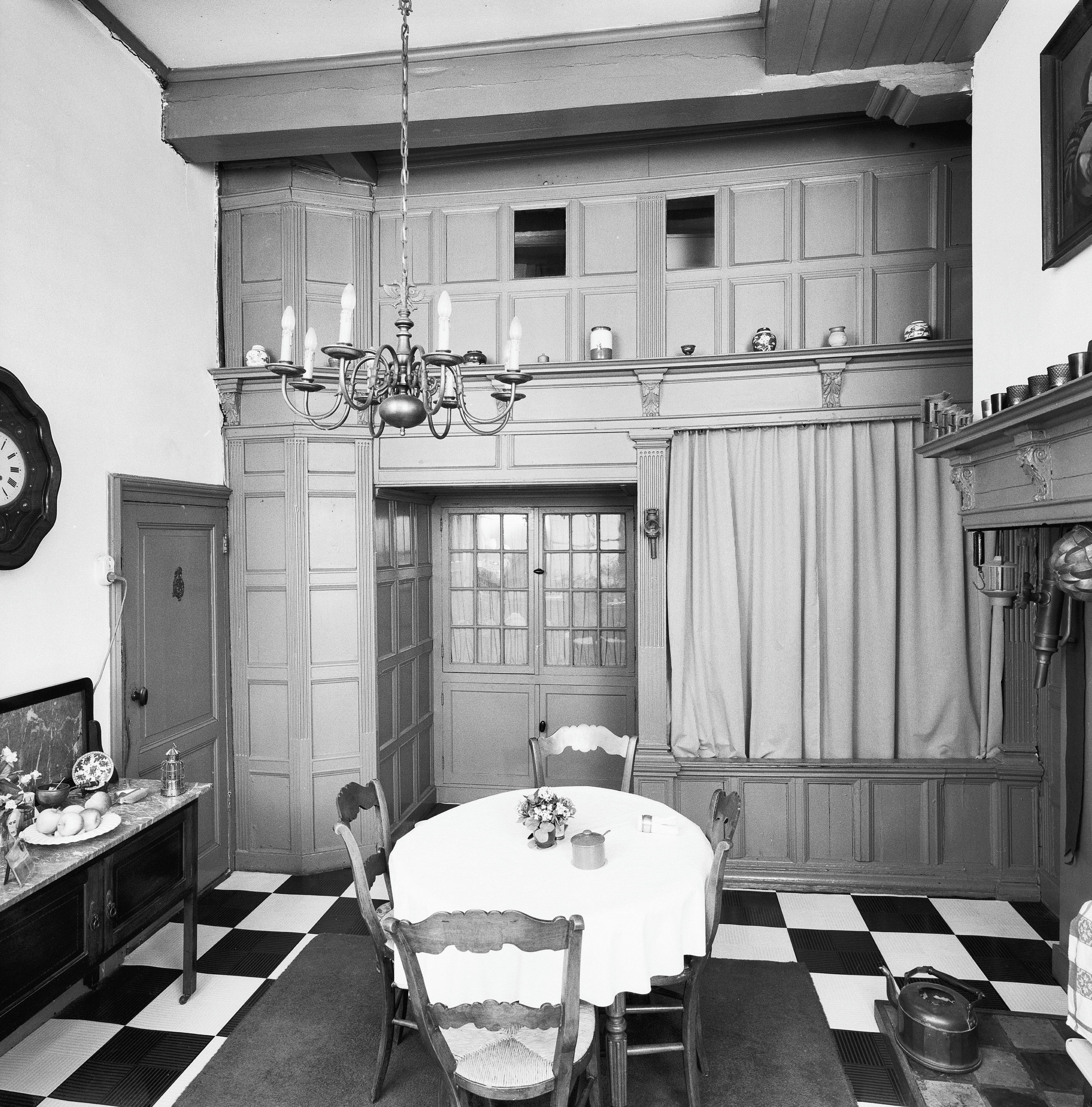
Achterkamer in een souterrain; Rapenburg, Amsterdam
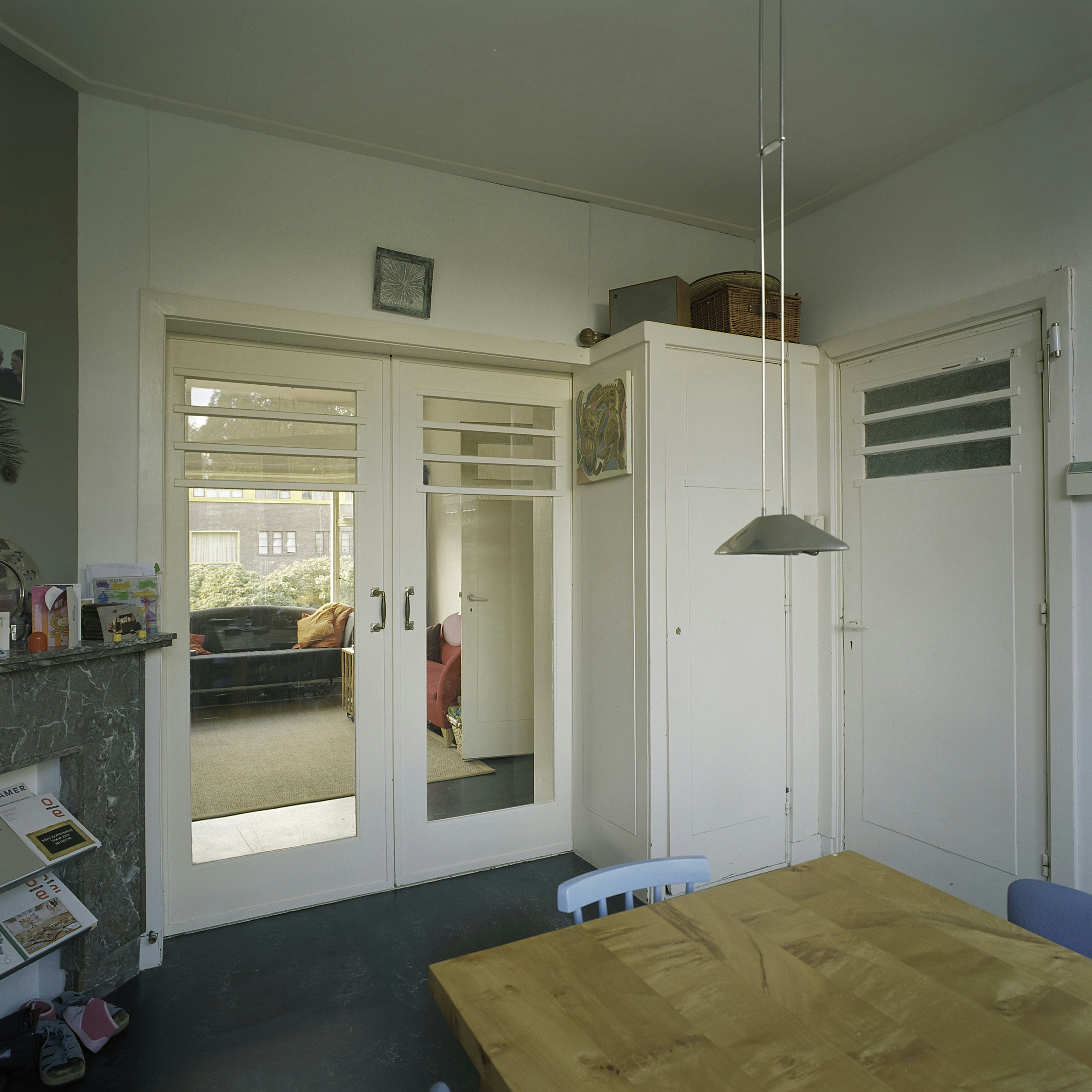
Achterkamer op een eerste verdieping in Groningen